# Enyedi Gáspár
Enyedi Gáspár (17. század) jogi doktor.

## Élete
1651-ben Nagyváradon református teológiát és héber nyelvet tanult; 1660-ban ugyanazt és jogot Leydenben, ahol doktori oklevelet nyert. Nadányi János nevelőjeként Angliában mintegy másfél évet töltött, és elképzelhető, hogy besegített ennek Florus Hungaricus című, a magyar történelmet latin nyelven összefoglaló művének megírásába. Claphamben két latin üdvözlő verset írt 1662-ben és 1664-ben barátjához, Jászberényi Pálhoz ennek két munkájában. 